# 20963 Pisarenko
20963 Pisarenko è un asteroide della fascia principale. Scoperto nel 1977, presenta un'orbita caratterizzata da un semiasse maggiore pari a 2,6184237 UA e da un'eccentricità di 0,1804846, inclinata di 12,91342° rispetto all'eclittica.